# Colomastix lunalilo
Colomastix lunalilo är en kräftdjursart som beskrevs av J. L. Barnard 1970. Colomastix lunalilo ingår i släktet Colomastix och familjen Colomastigidae. Inga underarter finns listade i Catalogue of Life.